# Estación Cabildo (Chile)
Cabildo fue una estación y posterior parada del ferrocarril ubicada en la comuna de Cabildo, en la región de Valparaíso de Chile. Fue parte del longitudinal norte, correspondiente al segmento entre la estación La Ligua y esta estación, siendo parte del trayecto interior del longitudinal norte. La estación poseía un desvío local.

## Historia
Fue construida como parte de una extensión ferroviaria de 26 km que uniría La Ligua con esta estación, y entregada al público en 1894.
Estación Cabildo fue partida de la extensión ferroviaria del Longitudinal Norte que uniría a La Calera con el norte grande del país. Ya en 1910 existían los planos de extensión desde Cabildo hasta Limáhuida y la estación homónima, junto con la extensión hasta Las Cañas y su estación homónima. La extensión fue entregada en operaciones hasta Limáhuida en 1913.
En 1923 fue construida una tornamesa de mayores dimensiones debido a la necesidad de maniobrar las locomotoras Mikado.
Operó con normalidad hasta mediados de la década de 1960. Actualmente no quedan restos de la estación ni de la línea; en su lugar, existe la Plaza el Minero en la calle Ferrocarril a Iquique.